# Parelloop 2023
De Parelloop 2023 vond plaats op zondag 2 april 2023 in Brunssum. Het was de 33e editie, naast de hoofdafstand van 10 km werden er ook wedstrijden over 5 km, 2,5 km en kidsruns georganiseerd.
Bij de mannen won de Spanjaard Ilias Fifa in een tijd van 28.54 en bij de vrouwen won de Keniaanse Betty Chelangat in 31.28.

## Uitslagen[1]

### Mannen
| Plaats | Naam              | Land      | Tijd  |
| ------ | ----------------- | --------- | ----- |
| Goud   | Ilias Fifa        | Spanje    | 28.54 |
| Zilver | Yakoub Labquira   | Marokko   | 29.01 |
| Brons  | Awet Kibrab       | Noorwegen | 29.03 |
| 4      | Arnaud Dely       | België    | 29.08 |
| 5      | Clément Deflandre | België    | 29.18 |
| 6      | Jurjen Polderman  | Nederland | 29.20 |
| 7      | Khalid Choukoud   | Nederland | 29.25 |
| 8      | Arnaud Collard    | België    | 29.34 |
| 9      | Nicolas Schyns    | België    | 29.43 |
| 10     | Vincent Bierinckx | België    | 29.53 |

### Vrouwen
| Plaats | Naam                 | Land      | Tijd  | Opmerking |
| ------ | -------------------- | --------- | ----- | --------- |
| Goud   | Betty Chelangat      | Kenia     | 31.28 |           |
| Zilver | Julia van Velthoven  | Nederland | 33.53 |           |
| Brons  | Mélanie Bovy         | België    | 34.37 |           |
| 4      | Hanna Vandenbussche  | België    | 34.46 | 1e V35    |
| 5      | Fanos Tekle          | Nederland | 35.42 |           |
| 6      | Ruth van der Meijden | Nederland | 35.53 |           |
| 7      | Imana Truyers        | België    | 37.44 |           |

1. ↑  Uitslagen Brunssum Parelloop 2023. evenementen.uitslagen.nl. Geraadpleegd op 9 april 2024.

1989 ·
1990 ·
1991 ·
1992 ·
1993 ·
1994 ·
1995 ·
1996 ·
1997 ·
1998 ·
1999 ·
2000 ·
2001 ·
2002 ·
2003 ·
2004 ·
2005 ·
2006 ·
2007 ·
2008 ·
2009 ·
2010 ·
2011 ·
2012 ·
2013 ·
2014 ·
2015 ·
2016 ·
2017 ·
2018 ·
2019 ·
2020 (afgelast) ·
2021 (afgelast) ·
2022 ·
2023 ·
2024